# Wypadek mniejszej wagi
Wypadek mniejszej wagi – czyn zabroniony realizujący znamiona typu podstawowego, którego stopień społecznej szkodliwości oraz wina sprawcy są znacznie niższe niż w typowych wypadkach popełnienia przestępstwa typu podstawowego, a nie są jeszcze tak małe, że można je uznać za znikome w sposób odejmujący czynowi charakter przestępczy. Wypadek mniejszej wagi cechuje zagrożenie niższym ustawowym wymiarem kary.